# 텍스트 기반 웹 브라우저

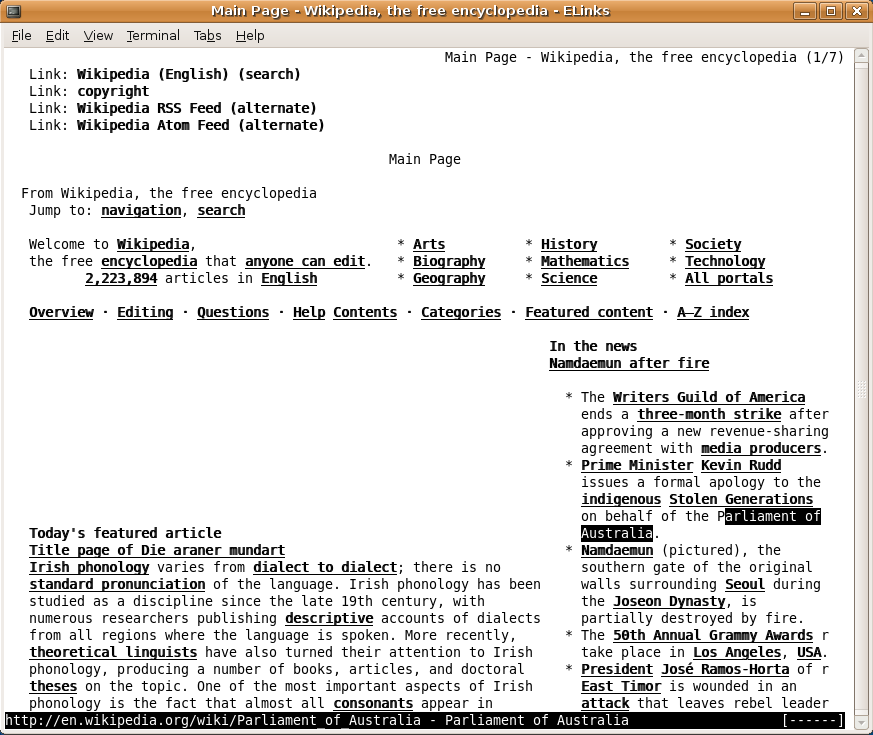
텍스트 브라우저 이링크로 위키백과에 접속한 모습

텍스트 기반 웹 브라우저란 오직 텍스트만 표현하는 웹 브라우저이다. 대부분의 컴퓨터 그래픽스 콘텐츠는 무시한다. 작은 대역폭 연결에서 대역폭 요구량이 적기 때문에 일반적으로 그래픽 웹 브라우저보다 페이지를 더 빠르게 렌더링한다. 게다가 그래픽 브라우저의 용량이 더 큰 CSS, 자바스크립트, 타이포그래피 기능의 경우 더 많은 CPU 자원을 요구한다.

## 텍스트 브라우저 목록
- Edbrowse
- 이맥스/W3
- Line Mode Browser
- 링크스
  - ALynx
  - 링크
  - 이링크
- 넷-테이머
- W3m
- 웹IE

## 같이 보기
- 고퍼 (프로토콜)